# Circuit du Morbihan
Circuit du Morbihan är ett franskt lopp i landsvägscykling som uppträtt i olika skepnader (omväxlande ett endagslopp och ett upp till fyra dagar långt etapplopp) sedan 1930, med flera luckor. Från 1963 till 1969 kallades loppet Tour du Morbihan och var öppet för professionella. Sedan 1975 är det ett endags amatörlopp. Det arrangeras i departamentet Morbihan (regionen Bretagne) av Morbihan Organisations Cyclistes.
Loppet skall inte blandas ihop med Grand Prix du Morbihan (även kallat À travers le Morbihan).

## Tour du Morbihan – podieplaceringar
| År             | Vinnare        | Tvåa              | Trea              |
| -------------- | -------------- | ----------------- | ----------------- |
| 1963 (2 dagar) | Jean Dupont    | Georges Groussard | Manuel Manzano    |
| 1964 (2 dagar) | Seamus Elliott | François Hamon    | Raymond Mastrotto |
| 1965 (3 dagar) | Guy Ignolin    | Raymond Delisle   | Seamus Elliott    |
| 1966 (4 dagar) | Eddy Merckx    | Raymond Delisle   | Georges Groussard |
| 1967 (4 dagar) | Bernard Guyot  | Guy Ignolin       | Jean Dumont       |
| 1968           | ej avhållet    | ej avhållet       | ej avhållet       |
| 1969 (en dag)  | Jean-Paul Maho | Willy Planckaert  | Jean-Pierre Genet |